# U Pana Boga w ogródku

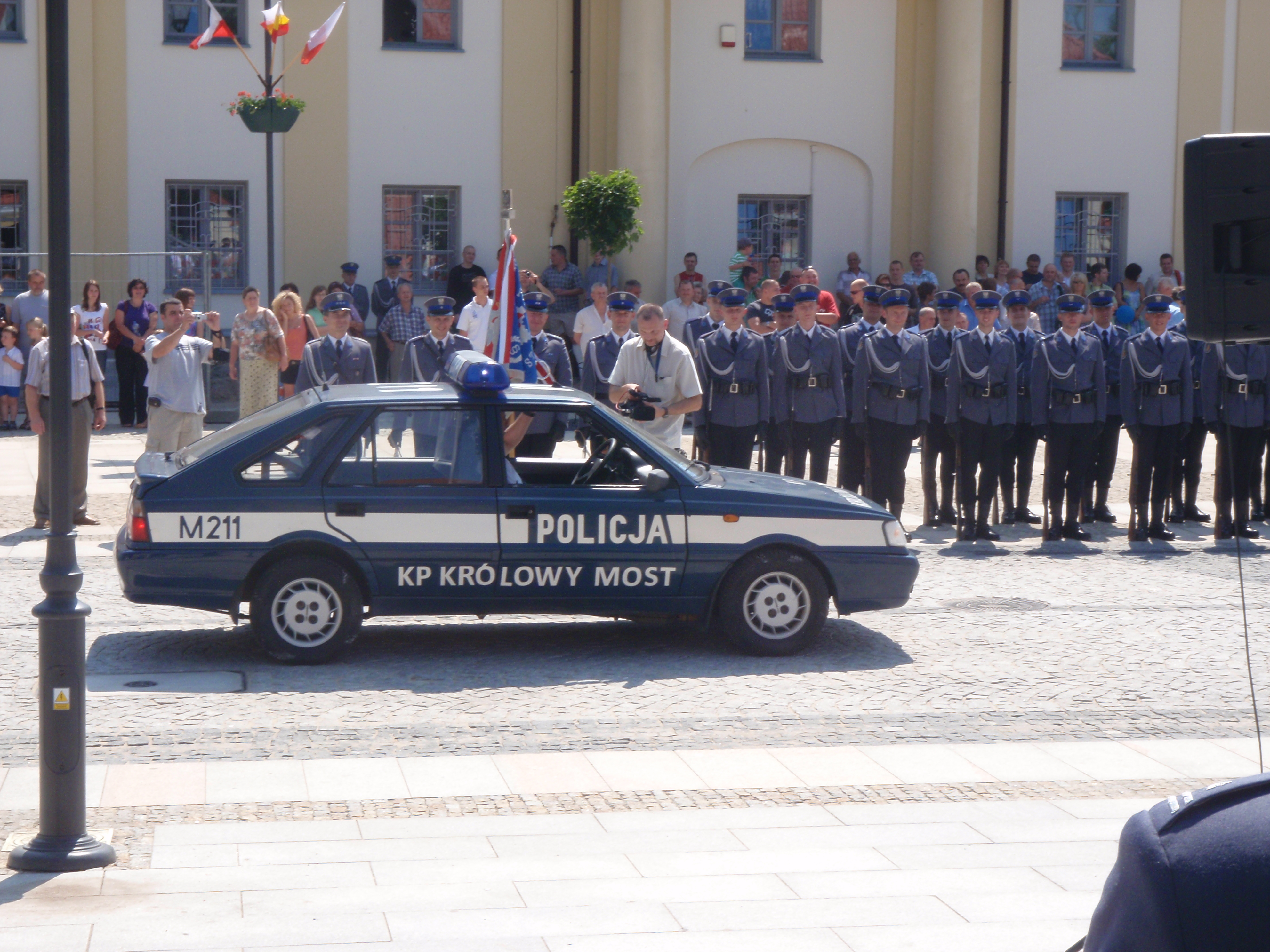
Radiowóz KP Królowy Most

U Pana Boga w ogródku – polski film fabularny z 2007 w reżyserii Jacka Bromskiego, druga część tetralogii filmowej mieszczącej również U Pana Boga za piecem (1998), U Pana Boga za miedzą (2009) i U Pana Boga w Królowym Moście (2024).
Zdjęcia do filmu realizowano od sierpnia do października 2006, przede wszystkim w Królowym Moście, Białymstoku, Tykocinie, Supraślu, Wierzchlesiu i Sokółce. Premiera odbyła się 26 sierpnia 2007 w Tykocinie, na pl. Stefana Czarnieckiego i w tym samym dniu wszedł do kin.
W latach 2007–2009 został zrealizowany dwunastoodcinkowy serial U Pana Boga w ogródku.
Pierwszy polski film wydany na płycie Blu-ray.

## Obsada aktorska
- Krzysztof Dzierma − proboszcz
- Andrzej Zaborski − Henryk, komisarz policji
- Wojciech Solarz − Marian Cielęcki
- Emilian Kamiński − Jerzy Bocian (dawniej: Józef Czapla „Żuraw”)
- Małgorzata Sadowska − Halinka Struzikowa
- Agata Kryska-Ziętek − Luśka, córka komisarza
- Aleksander Skowroński − ogniomistrz, ojciec komisarza
- Eliza Krasicka − Jadzia, żona komisarza
- Jan Wieczorkowski − Witek
- Janusz Wituch − geodeta Jan Maj
- Łukasz Simlat − agent Stasio
- Zbigniew Konopka − agent Waldek
- Marian Krawczyk − nadinspektor Dowbój
- Robert Talarczyk − Buncol, kapitan CBŚ
- Ira Łaczina − Marusia
- Mieczysław Fiodorow − burmistrz
- Marek Kasprzyk − major Kompała
- Ignacy Lewandowski − kościelny Józuś
- Stanisław Biczysko − major Ryś
- Bogdan Kalus − muzyk w kościele
- Marek Cichucki − strażak
- Maria Mamona − matka Mariana Cielęckiego
- Adam Biedrzycki − kierowca
- Ryszard Doliński – Śliwiak, właściciel dyskoteki „Panderoza”
- Piotr Damulewicz − pop Wasyl
- Stanisław Melski − pułkownik Skurski
- Antoni Barłowski − człowiek w kasku
- Władimir Abramuszkin – „Gruzin”
- Adam Zieleniecki – Adam, policjant w Królowym Moście

## Fabuła
Do miasteczka Królowy Most dostaje przydział Marian Cielęcki, który jest najgorszym absolwentem szkoły policyjnej. Agenci CBŚ przywożą gangstera Józefa Czaplę, świadka koronnego w procesie przeciwko mafii. W ramach programu ochrony świadków zmieniono mu nazwisko i adres. Szczegóły sprawy zna tylko Henryk - komendant policji, który boryka się z wieloma problemami – brakuje mu podwładnych, nie może też znaleźć męża dla córki, Luśki, która ma nieślubne dziecko.